# 地獄のアロハ
「地獄のアロハ」（じごくのアロハ）は日本のロックバンド、筋肉少女帯と人間椅子によるコラボレーション・ユニット「筋肉少女帯人間椅子」が2015年に発表したシングル作品である。

## 概要
- 両バンドは同じレーベルに所属で親交があり、2012年5月19日には「地獄の決定打！筋肉少女帯 VS 人間椅子 VS 人間筋肉少女椅子帯」と題したイベントを開催していた（その時の映像がDVDに収められている）。
- 今作は通常盤（CD+DVD）と初回限定盤（CD+DVDに加え、Tシャツとブックレットのセット）の2形態で発売された。
- 当コラボバンドについて、筋肉少女帯の大槻ケンヂは「二大異端バンド」、人間椅子の和嶋慎治は「二大カウンターカルチャー」と表現している[2]。

## 収録曲

### CD
| #         | タイトル                                                      | 作詞                 | 作曲                                               | 演奏               | 時間  |
| --------- | ------------------------------------------------------------- | -------------------- | -------------------------------------------------- | ------------------ | ----- |
| 1.        | 「地獄のアロハ」                                              | 大槻ケンヂ、和嶋慎治 | 和嶋慎治、内田雄一郎、本城聡章、鈴木研一、橘高文彦 | 筋肉少女帯人間椅子 | 5:29  |
| 2.        | 「ダイナマイト [筋肉少女帯 Version]」                         | 鈴木                 | 鈴木                                               | 筋肉少女帯         | 2:46  |
| 3.        | 「少年、グリグリメガネを拾う [人間椅子 Version]」             | 大槻                 | 筋肉少女帯                                         | 人間椅子           | 4:06  |
| 4.        | 「地獄のアロハ [Heavenly Version]」                           | 大槻、和嶋           | 和嶋、内田、本城、鈴木、橘高                       | 筋肉少女帯人間椅子 | 7:03  |
| 5.        | 「地獄のアロハ（KARAOKE）」                                   | 大槻、和嶋           | 和嶋、内田、本城、鈴木、橘高                       | 筋肉少女帯人間椅子 | 5:27  |
| 6.        | 「ダイナマイト [筋肉少女帯 Version]（KARAOKE）」              | 鈴木                 | 鈴木                                               | 筋肉少女帯         | 2:46  |
| 7.        | 「少年、グリグリメガネを拾う [人間椅子 Version] （KARAOKE）」 | 大槻                 | 筋肉少女帯                                         | 人間椅子           | 4:06  |
| 8.        | 「地獄のアロハ [Heavenly Version]（KARAOKE）」                | 大槻、和嶋           | 和嶋、内田、本城、鈴木、橘高                       | 筋肉少女帯人間椅子 | 6:59  |
| 合計時間: | 合計時間:                                                     | 合計時間:            | 合計時間:                                          | 合計時間:          | 38:46 |

### DVD
- 地獄のアロハ (MUSIC VIDEO)
- 2012年5月19日 @赤坂BLITZ 「地獄の決定打！筋肉少女帯 VS 人間椅子 VS 人間筋肉少女椅子帯」 LIVE記録映像より

1. 君は千手観音
2. 僕の宗教へようこそ 〜Welcome to my religion〜
3. りんごの泪
4. 釈迦

## 演奏
- 大槻ケンヂ - ボーカル
- 内田雄一郎 - ベース
- 本城聡章 - ギター
- 橘高文彦 - ギター
- 和嶋慎治 - ギター、ボーカル
- 鈴木研一 - ベース、ボーカル
- ナカジマノブ - ドラムス